# Viktor Lávička
Viktor Lávička (1931–1993) byl československý fotbalista, útočník a záložník. Po skončení aktivní kariéry působil v Dynamu České Budějovice jako trenér.

## Fotbalová kariéra
V československé lize hrál za Křídla vlasti Olomouc. Nastoupil v 17 ligových utkáních. Jedna z legend jihočeského fotbalu. Zkoušel se prosadit i v Bohemians a Slavii. K postupu do první ligy pomohl Teplicím. V Dynamu České Budějovice hrál národní ligu do 40 let. Byl rozeným šéfem týmu se smyslem pro strategii a pověstnými trestnými kopy.
Působil také v Igle České Budějovice.

## Ligová bilance
| Ročník                               | Zápasy | Góly | Klub                  |
| ------------------------------------ | ------ | ---- | --------------------- |
| Přebor československé republiky 1953 | 1      | 0    | Křídla vlasti Olomouc |
| Přebor československé republiky 1954 | 16     | 0    | Křídla vlasti Olomouc |
| CELKEM                               | 17     | 0    |                       |